# 復讐の処刑コップ
『復讐の処刑コップ』（原題：Merchant of Death）は、1997年のアメリカ映画。

## スタッフ
- 監督：ヨッシー・ウェイン
- 製作：トレヴァー・ショート、ダニー・ラーナー
- 製作総指揮：アヴィ・ラーナー
- 脚本：デヴィッド・スパーリング
- 撮影：ピーター・ベルチャー
- 音楽：ジョージ・コルバート
- 編集：フェリックス・メイバーJr.

## キャスト
| 役名                           | 俳優                         | 日本語吹き替え | 日本語吹き替え |
| 役名                           | 俳優                         | VHS版          | テレビ東京版   |
| ------------------------------ | ---------------------------- | -------------- | -------------- |
| ジム・ランドル刑事             | マイケル・パレ               | 山路和弘       | 小山力也       |
| マギー・ウェザーズ             | リンダ・ホフマン             |                | 魏涼子         |
| ウィル’フラッシュ’ゴードン刑事 | サイモン・ジョーンズ         |                | 千田光男       |
| ウォルター                     | ジャスティン・イリュージョン |                |                |
| カニング                       | アンソニー・フリッドジョン   | 阪脩           | 仲野裕         |
| ヴェラスケス                   | トニー・キャプラリ           | 中田和宏       | 桐本琢也       |
| サム・ウォッシュバーン         | マイケル・マクガヴァン       |                | 村松康雄       |
| アンソニー・バーチ             | グレッグ・メルヴィル＝スミス | 宝亀克寿       |                |
| ハーヴ・ベネット               | デオン・スチュワードソン     | 宝亀克寿       |                |
| パネラ                         | フランク・ノータロー         |                |                |
| ポープ                         | フランク・ノートン           |                |                |

- テレビ東京版 - 初回放送：2000年10月19日『木曜洋画劇場』

その他の日本語吹替え：小島敏彦、岩田安生、斎藤志郎、黒田崇矢、後藤哲夫、名越志保、小室正幸、大黒和広、松下亜紀、横尾博之、水野光太、小林けい
演出：松川陸、翻訳：日笠千晶、調整：佐竹徹也 、音響・効果：南部　満治 、制作：ザック・プロモーション 、担当：バブルネック涼、五十嵐智之、荒谷美州砂 、制作協力：高柴隆一（HEATHER）